# Anna Myrberg
Anna Fredrika Myrberg, född 9 maj 1878 i Norberg, död 1 april 1931 i Stockholm,
var en svensk författare. Hon var även verksam under pseudonymen "Svarta Masken".

## Biografi
Anna Myrberg föddes i Norberg, men 1879 flyttade familjen till Årjäng, och 1885 till Torsby socken i Värmland, närmare bestämt Södra Sotbråten i Västanvik. Sedan fadern, veterinär Johan Myrberg, avlidit i mitten av 1890-talet försökte modern Julia Augusta, född Widegren, försörja familjen som finsömmerska, men efter en tid tvingades hon sälja hem och ägodelar. 1901 flyttade hon med dottern Anna till Stockholm, där sonen Georg redan fanns, och de hade gemensamt hushåll under 11 år. Ett år efter moderns död 1912 flyttade sedan Myrberg till Västmannagatan, där hon bodde fram till sin död 1931.
Myrberg utbildade sig till kemigraf och arbetade först på en fotoateljé för att senare arbeta vid Stockholms-Tidningens fotoavdelning. Hon debuterade som författare 1919 med Svarta Maskens dårdikter. Hon medverkade med kåserier och komiska dikter i skämttidningen Kasper.
Anna Myrberg gravsattes i Gustaf Vasa kyrkas kolumbarium i Stockholm.

## Filmmanus
- 1929 – Ville Andesons äventyr

## Sångtexter i urval
- Avestaforsens brus - musik: Carl Jularbo
- Bröllopet i Flänga - musik: Ernst Willners
- Bröllopet i Flänga - musik: Ejnar Westling
- Livet i finnskogarna - musik: Carl Jularbo
- Lördagsvalsen - musik: Anselm Johansson
- Stora Fötter - musik: traditionell